# Gare des Fontinettes
La gare des Fontinettes est une gare ferroviaire française de la ligne de Boulogne-Ville à Calais-Maritime, située sur le territoire de la commune de Calais, dans le département du Pas-de-Calais, en région Hauts-de-France.
C'est une halte de la Société nationale des chemins de fer français (SNCF), desservie par des trains TER Hauts-de-France.

## Situation ferroviaire
Établie à 3 mètres d'altitude, la gare de bifurcation des Fontinettes est située au point kilométrique (PK) 292,420 de la ligne de Boulogne-Ville à Calais-Maritime entre les gares ouvertes de Calais-Fréthun et de Calais-Ville. Elle est l'aboutissement de la ligne de Lille aux Fontinettes (après la gare de Pont-d'Ardres) et de la ligne de Coudekerque-Branche aux Fontinettes (après la gare de Beau-Marais).

## Histoire

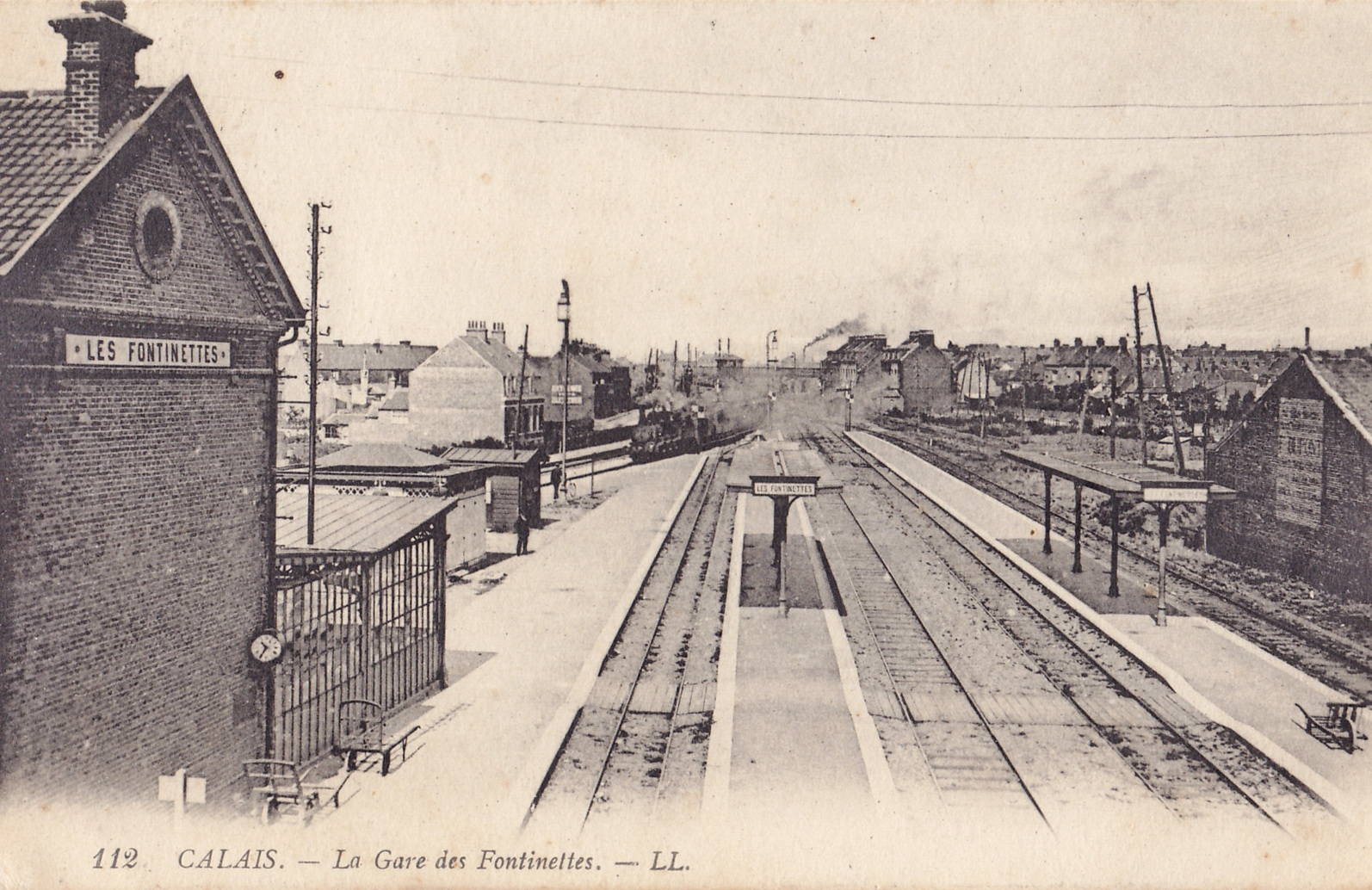
La gare, dans les années 1910 ; la voie de gauche est celle du chemin de fer d'Anvin à Calais. Au premier plan, à gauche, se trouve le bâtiment voyageurs.

À une date inconnue[Quand ?] (avant 1914), la Compagnie des chemins de fer du Nord construisit un bâtiment voyageurs dans l'angle formé par la ligne de Boulogne-Ville à Calais-Maritime et celle de Lille aux Fontinettes. Ce bâtiment fut détruit pendant la Seconde Guerre mondiale ; le bâtiment qui le remplaça fut bâti à un emplacement différent, aux bord des voies.
La gare était desservie, jusqu'aux destructions de mai 1940, par le tramway de Calais, mais aussi par le chemin de fer d'Anvin à Calais entre 1882 et 1955.

## Service des voyageurs

### Accueil
Halte SNCF, c'est un point d'arrêt non géré (PANG) à accès libre.
Une passerelle permet la traversée des voies et le passage d'un quai à l'autre.

### Desserte
La gare est desservie par des trains régionaux du réseau TER Hauts-de-France, qui effectuent des missions entre Calais-Ville et Amiens, Rang-du-Fliers - Verton, Étaples - Le Touquet, Boulogne-Ville, Lille-Flandres, Arras, Hazebrouck et Dunkerque.

### Intermodalité
Un parc pour les vélos et un parking sont aménagés à ses abords.
La gare est desservie par les lignes 2 et 6 du réseau de bus de Calais, Imag'in.